# Püski
Püski è un comune di 651 abitanti situato nella contea di Győr-Moson-Sopron, nell'Ungheria nordoccidentale.